# کاروانسرای سهرج
کاروانسرای سهرج مربوط به دوره پهلوی اول است و در شهرستان راور، بخش کوهساران، دهستان هروز، روستای سهرج واقع شده و این اثر در تاریخ ۷ اسفند ۱۳۸۶ با شمارهٔ ثبت ۲۱۴۹۲ به‌عنوان یکی از آثار ملی ایران به ثبت رسیده است.